# Epigynopteryx dorcas
Epigynopteryx dorcas är en fjärilsart som beskrevs av Louis Beethoven Prout 1932. Epigynopteryx dorcas ingår i släktet Epigynopteryx och familjen mätare. Inga underarter finns listade i Catalogue of Life.